# 棕櫚港 (佛羅里達州)
棕櫚港（英語：Palm Harbor）是位於美國佛羅里達州皮尼拉斯縣的一個人口普查指定地區。

## 地理
棕櫚港的座標為28°05′02″N 82°45′14″W / 28.08389°N 82.75389°W，而該地最高點為海拔高度15米（即49英尺）。

## 人口
根據2010年美國人口普查的數據，棕櫚港的面積為68.90平方千米，當中陸地面積為45.00平方千米，而水域面積為23.90平方千米。當地共有人口64301人，而人口密度為每平方千米933人。